# Litis contestatio
În dreptul roman, litis contestatio a fost o fază a procesului de aplicare a legii romane. Termenul putea desemna mai multe situații. În cazul unui proces, acesta făcea referință la momentul prezentării martorilor, cu scopul rememorării situației în cauză.